# Отынагаш
Отынагаш (каз. Отынағаш) — село в Узункольском районе Костанайской области Казахстана. Входит в состав Ершовского сельского округа. Код КАТО — 396635200.

## Население
В 1999 году население села составляло 200 человек (103 мужчины и 97 женщин). По данным переписи 2009 года, в селе проживали 193 человека (100 мужчин и 93 женщины).